# IC Manage
IC Manage是一家开发设计数据管理软件的公司。他们提供的软件帮助半导体公司管理IC设计数据库，促进设计团队之间的共享协作。 此外，IC Manage也为有大型数据管理需求的企业客户提供企业级软件解决方案，并为模拟电路和数字电路产品提供贯穿整个IC设计流程的软件支持。
。

## 公司沿革
2004年, IC Manage 推出具有版本控制,配置管理和软件缺陷追踪功能的商业设计数据管理软件系统测试版本。此设计管理系统包括能在Cadence和OpenAccess数据库使用之图表式Cadence架構之使用者介面。此设计系统更能单單追踪有被修改的档案,并将其元数据存放于另一與修正及调整相观的文件夹。
2007年,IC Manage 公开发表其Global Design Platform (GDP) 设计数据管理系统。GDP有双向组件跟踪集来追踪修改和衍生品,并能混合、搭配并再利用当地或远程设计基地的组件和半导体知识产权核; 当设计师回报、检修或验证软件缺陷时,缺陷跟踪和工作区同步会进行到同一个阶段。
2007年,Nvidia用IC Manage软件生产了超过100片的芯片。
在2009年，将设计工作外包到其他国家已成为一种明显的趋势。当时，IC Manage 的内容管理软件被认为是这项趋势背后的技术驱动力之一，因为它使半导体公司能够跨区域和跨地理位置进行协作。IC Manage 的软件创建了一个工作环境，使团队能够从基础目录组织中提取设计数据，从而促进了全球团队的协同工作。。
2011年,Deepchip.com 评比 IC Manage 的IP Central (IP Pro)的产品为Design Automation conference (设计自动化会议)最值得观注的项目。
自2010年至2014年,IC Manage 连续被EDA 分析公司Gary Smith 挑选入"D A C (设计自动化会议)必看" 清单。2010年被选为企业工具的亮点, 2011年被选为设计管理的亮点, 2012年2013年为除错设计的亮点, 2014年则又获选为企业工具的亮点。
2014年,IC Manage 获选入北美Deloitte Fast 500 (德勤高科技、高成长500强)。此评比是针对北美高成长之科技、媒体、生命科学和绿色科技领域之公司。IC Manage自2008到2012年四年间成长率为178%。

## 產品
- Global Design Platform (GDP) – 2007年四月, IC Manage 公开其 Global Design Platform (GDP) 设计数据管理系统[3]。
- IP Central/ IP Pro – 2011年六月 针对IP设计和IP R euse(IP复用)验证的团队,公司推出 IP Central platform。功能包括内部和第三方IP和IP错误追踪的发布、分享、整合和修订[13]。
- IC Manage Views –2012年五月,公司公布IC Manage Views 工作环境加速软件,一套可以呈现完整的虚儗工作环境窗口,并将按需提供之数据传送到本地档案暂存区的的一套版本识别文件系统[14]。

## 客戶應用
- 使用IP Reuse的客户包括Broadcom, AMD 和Nvidia。 2012年 Design Automation Conference (设计自动化会议),此三个 IC Manage 的客户使用IC Manage 的IP Reuse呈现出最佳的应用。包括先产生分枝的设计方法进而对频繁登入IP采取由上而下的指令、将IP 分类到案件数据库, 在数据库中的自含式网络IP 封锁、和特定导向之IP 设计[15]。
- 使用IP设计和IP复用验证软件的客户有 Altera, Cambridge Silicon Radio 和 Xilinx 。在2013年的Design Automation Conference (设计自动化会议),三家IC Manage 的客户针对使用IC Manage 的IP设计和IP复用验证产品进行讨论,其讨论项目包括: 让所有设计使用同一个数据数据库, 可以重复使用仿真试验、链接错误追踪系统和数据管理系统、使让验证信息成为IP的一部份、利用高阶的函式脚本取代芯片来设计、IP调整机率最小化和限制IP登入等功能[16]。